# Dr. Mabuse
Dr. Mabuse – singel zapowiadający album X – Ten niemieckiego zespołu Blue System. Został wydany w październiku 1994 roku przez wytwórnię Hansa International.

## Lista utworów
7" (Hansa 74321-23576-7) (BMG) rok 1994
| Nr | Tytuł                      | Długość |
| -- | -------------------------- | ------- |
| 1. | Dr. Mabuse (Radio Version) | 3:49    |
| 2. | Dr. Mabuse (Instrumental)  | 3:45    |

12" (Promo) (BMG) rok 1994
| Nr | Tytuł                        | Długość |
| -- | ---------------------------- | ------- |
| 1. | Dr. Mabuse (Maxi Version)    | 6:10    |
| 2. | Dr. Mabuse (Instrumental)    | 3:45    |
| 3. | Dr. Mabuse (Radio Version I) | 3:49    |

CD (Hansa 74321-23576-2) (BMG) rok 1994
| Nr | Tytuł                        | Długość |
| -- | ---------------------------- | ------- |
| 1. | Dr. Mabuse (Radio Version)   | 3:49    |
| 2. | Dr. Mabuse (Video Version)   | 3:51    |
| 3. | Dr. Mabuse (Radio Version 2) | 3:20    |
| 4. | Dr. Mabuse (Maxi Edit)       | 6:10    |
| 5. | Dr. Mabuse (Instrumental)    | 3:45    |

## Lista przebojów (1994)
| Państwo | Najwyższe miejsce |
| ------- | ----------------- |
| Łotwa   | 17                |

## Autorzy
- Muzyka: Dieter Bohlen
- Autor Tekstów: Dieter Bohlen
- Wokalista: Dieter Bohlen
- Producent: Dieter Bohlen
- Aranżacja: Dieter Bohlen
- Współproducent: Luis Rodriguez